# Cisticolidae
Familia Cisticolidae este un grup de aproximativ 160 de păsări paseriforme mici, întâlnite în special în Africa, unde se găsesc majoritatea speciilor, dar reprezentanții familiei sunt prezenți în toată Asia tropicală până în Australasia, iar o specie, Cisticola juncidis, apare chiar și în Europa. Anterior, aceste păsări erau incluse în familia Sylviidae.

## Taxonomie
Familia a fost introdusă (ca Cisticolinae) de zoologul suedez Carl Jakob Sundevall în 1872.
Mulți taxonomiști plasează prinia cu aripi roșii și prinia cu față roșie în genul Prinia, mai degrabă decât în propriile genuri monotipice. Sprijinul pentru plasarea lor în Prinia este oferit de un studiu filogenetic molecular al Cisticolidae publicat în 2013, care a constatat că ambele specii sunt strâns legate de prinia.

### Lista genurilor
Familia conține 168 de specii împărțite în 26 de genuri:
- Apalis Swainson, 1833
- Artisornis Friedmann, 1928
- Bathmocercus Reichenow, 1895
- Calamonastes Sharpe, 1883
- Camaroptera Sundevall, 1850
- Cisticola Kaup, 1829
- Drymocichla Hartlaub, 1881
- Eminia Hartlaub, 1881
- Eremomela Sundevall, 1850
- Euryptila Sharpe, 1883
- Hypergerus Reichenbach, 1850
- Incana Lynes, 1930
- Malcorus Smith, A, 1829
- Micromacronus Amadon, 1962
- Neomixis Sharpe, 1881
- Oreolais Nguembock & kol., 2008
- Oreophilais Clancey, 1991
- Orthotomus Horsfield, 1821
- Phragmacia Brooke & Dean, 1990
- Phyllolais Hartlaub, 1881
- Poliolais Alexander, 1903
- Prinia Horsfield, 1821
- Scepomycter Grant, CHB & Mackworth-Praed, 1941
- Schistolais Wolters, 1980
- Spiloptila Sundevall, 1872
- Urolais Alexander, 1903